# 原田氏
原田氏，為日本之氏族，以大藏氏流原田氏為主要代表。原田氏在日本一般姓氏排名第五十一位。

## 起源
1. 源於漢獻帝玄孫劉阿知：漢獻帝玄孫劉阿知（阿知使主）於289年率子劉都賀、舅父趙輿德集族人劉國鼎、劉濤子、劉鶴明、劉信子等男女共兩千餘人東渡[1]。時值應神天皇在位，任命他擔任朝臣，賜號為「東漢使主」，定居於大和國高市郡檜前村，即今日奈良縣檜前村，當地與岡山縣倉敷市現都建有「阿知宮」，以紀念劉阿知[2]。劉阿知與劉都賀曾代表日本至孫吳找尋擅長養蠶、織布、裁縫的工匠[3]，雄略天皇賜劉都賀姓「直」，子孫遂以直為姓。劉都賀生山木直、志努直、爾波伎直三子，分別衍生出數十個日本姓氏[1]。其子孫曾以天皇的賜姓東漢氏為姓。
2. 源於坂上氏，出於劉阿知後裔，372年，仁德天皇賜姓坂上。
3. 源於大藏氏，出於劉阿知後裔，476年，雄略天皇又改賜姓大藏。
4. 源於大藏氏始祖為大藏廣隅(おおくらのひろすみ)。於而大藏廣隅為飛鳥時代人，於壬申之亂時，與赤染德足、坂上囯麻呂、古市黑麻呂、竹田大德等人，隨大海人皇子之子高市皇子逃離大津京，而後於鹿深積殖山口一帶，與大海人皇子會合，其後的發展在史料上則缺乏紀錄。
5. 源於大藏廣隅的八世孫大藏春實，於天慶之亂討伐藤原純友而聞名，被任為大宰府府官，其後世子孫便世襲大宰府官職，而成為九州氏族。
6. 源於大藏春實九世孫大藏種直生有五子，長子大藏賴種，居高橋城，後裔為高橋氏；次子大藏幸種，於居江上城，後裔即江上氏；三子大藏種雄，為秋月氏之祖；四子大藏種成，居原田城，後帶便以原田為氏；五子大藏種景，為波多江氏的始祖。
7. 大藏氏流原田氏：大藏氏流原田氏起源於大藏氏，大藏氏為日本平安朝時期的貴族。
8. 源於1131年(天承元年)，居住於原田的大藏氏後裔正式以原田爲姓。原田氏後裔並在九州福岡市立有「漢太公廟」，以表明自己為漢高祖劉邦後裔。[2]

## 關聯姓氏
1. 高橋氏：源於大藏春實九世孫大藏種直長子系大藏賴種的後裔，因居高橋城，後裔改姓高橋氏。
2. 江上氏：源於大藏春實九世孫大藏種直次子系大藏幸種的後裔，因居江上城，後裔改姓江上氏。
3. 秋月氏：源於大藏春實九世孫大藏種直三子系大藏種雄的後裔，因居秋月城，後裔改姓秋月氏。
4. '原田氏：源於大藏春實九世孫大藏種直四子系大藏種成的後裔，因居原田城，後裔改姓原田氏'。
5. 波多江氏：源於大藏春實九世孫大藏種直五子系大藏種景的後裔，後裔改姓波多江氏。

大藏氏後裔分衍繁多，除前述五姓外，尚有三原氏、田尻氏、原氏、小金丸氏、鞍手氏、岩戶氏、美氣氏、山崎氏、古賀氏、枝吉氏、米倉氏、海頭氏、別府氏、安永氏、天草氏、山鹿氏、坂井氏、粥田氏、砥上氏等幾支。